# Theodor Siebs
Theodor Siebs, född 26 augusti 1862 i Bremen, död 28 maj 1941 i Breslau, var en tysk germanist.
Siebs var professor i tyska språket och litteraturen i Breslau samt direktor för det akademiska institutet för kyrkomusik där. Han utvecklade rik och betydande filologisk verksamhet, som omfattade bland annat ett stort antal arbeten om det frisiska språket (Zur Geschichte der englisch-friesischen Sprache, I, 1889; Geschichte der friesischen Sprache und Literatur, 1890, i Hermann Pauls "Grundriß der germanischen Philologie"; Geschichte der friesischen Sprache, 1895, andra upplagan 1900; Geschichte der friesischen Literatur, 1902) och normaliseringen av det tyska riksspråksuttalet (Deutsche Bühnenaussprache, 1898, 13:e upplagan 1914; Grundzüge der Bühnenaussprache, 1900, fjärde upplagan 1908), Flurnamen (1895), Helgoland und seine Sprache (1908) och Felix Dahn und Josef Scheffel (1914).

## Fotnoter
1. 1 2  Theodor Siebs, Biografisch Portaal (på nederländska), Biografisch Portaal-nummer: 00158434.[källa från Wikidata]
2. 1 2  Brockhaus Enzyklopädie, Brockhaus Enzyklopädie-ID: siebs-theodor.[källa från Wikidata]